# Arnaud Cathrine
Arnaud Cathrine (født 1973 i Cosne sur Loire) er en fransk forfatter.
Han udgav sin første bog i 1998, og skriver for det meste krimibøger og sange. Han har desuden udgivet en del børnebøger.

## Filmografi
- 2006 – La faute à Fidel